# Leipsiceras valens
Leipsiceras valens är en havsanemonart som beskrevs av Oscar Henrik Carlgren 1943. Leipsiceras valens ingår i släktet Leipsiceras och familjen Actiniidae. Inga underarter finns listade i Catalogue of Life.